# Кошрабад
Кошрабад (узб. Qoʻshrabot / Қўшработ) — городской посёлок, административный центр Кошрабадского района Самаркандской области Узбекистана.

## География
В районе посёлка протекает протока Зеравшана Акдарья, в которую впадает сай Байпурушли.

## Население
| 1989 |
| ---- |
| 1999 |